# Chapelle Saint-Roch (Neu-Moresnet)
Pour les articles homonymes, voir Chapelle Saint-Roch.
La Chapelle Saint-Roch (Rochuskapelle) est une chapelle située à Neu-Moresnet, dans la commune belge de La Calamine.

## Historique
C'est une chapelle en pierre sous un toit en bâtière pourvu d'un clocheton. Elle a été érigée dans ce qui constituait à l'époque le centre de la localité. La première mention écrite du bâtiment date de 1646, mais la chapelle pourrait être plus ancienne. La petite cloche dans le clocheton date de 1651 et porte l'inscription « + s.maria ora pro nobis ». En 1662, un chapelain célébrait quotidiennement la messe, que ce soit dans la chapelle même ou sur le terrain de la mine de zinc voisine. Dans la seconde moitié du XVIIe siècle, la chapelle est victime d'actes de vandalisme commis par les troupes françaises qui parcourent la région, mais elle est chaque fois restaurée.
A l'occasion de travaux de rénovation, on y a découvert un autel en pierre qui semble provenir d'une époque antérieure, et a été incorporé dans un des murs. D'autres travaux de rénovation ont eu lieu en 2004. La chapelle est classée monument historique en 1983, classement étendu en 2015 par le gouvernement de la communauté germanophone de Belgique. 